# Roger Tartera i Salvatierra
Roger Tartera Salvatierra (1972, Tiana) és un prosista, dramaturg i guionista català. Llicenciat en Història Contemporània per la UB, Màster d'Escriptura per a la televisió i el cinema per la UAB. Postgrau de Guió de Cinema a ECIB. Col·laboracions habituals en mitjans de comunicació, i en revistes científiques i culturals. Té contes publicats a Go!, Camí del Mig i Revista de Badalona, col·labora a El Punt (1999-2000) i fa crítica literària a l'Avui (2004). Autor de muntatges teatrals entre els anys 1999-2004, becari a El Terrat.

## Premis literaris
- Mostra Literària del Maresme de prosa, 1996: Sabana
- Ciutat de Badalona - Països Catalans Solstici d'Estiu, 2002: Quan es fa clar
- Salvador Espriu de narrativa de Calafell, 2003: La ciutat seca
- Premi Ribera d'Ebre de narrativa, 2006: Collage
- Ciutat d'Eivissa, 2009: La noia de les estrelles
- Premi a Millor Guió Original del Maresme, Calella Film Festival, 2021: El nido roto

## Obres
- Quan es fa clar. Barcelona: Columna, 2002
- La ciutat seca. Valls: Cossetània Edicions, 2004
- Collage. Valls: Cossetània Edicions, 2007
- El rus, la mort del pronom feble. Barcelona: Alrevés, 2010
- La noia de les estrelles. Eivissa: Mediterràniaeivissa, 2010
- Que es cremin els cossos. Barcelona: Alrevés, 2011
- No crec en Déu, només crec en Billy Wilder. Barcelona: Autoeditores.es, 2014
- Quiero ser adulto. Badalona: Célebre Editorial, 2019